# Honda Ye
Honda Ye (кит. 本田烨) — суббренд японской компании Honda, специализирующийся на производстве электромобилей (BEV) для китайского рынка. Основан в 2024 году и является частью более широкой стратегии Honda по представлению 10 моделей электромобилей в Китае к 2027 году, шесть из которых будут под брендом Ye. Название «Ye» (烨) переводится с китайского как «сиять ярко», что отражает нацеленность бренда на инновации и устойчивое развитие.

## История
Суббренд Honda Ye был представлен в апреле 2024 года на выставке Auto China. Запуск ознаменовал стремление компании Honda расширить свои предложения электромобилей в Китае — одном из крупнейших в мире рынков электромобилей. Бренд Ye выпускает и продаёт свои автомобили через совместные предприятия GAC Honda и Dongfeng Honda.
Первые модели, P7 и S7, были представлены в 2024 году, а в 2025 году за ними последовал концепт GT.

## Модельный ряд
- Honda Ye P7 (2024 — настоящее время) — среднеразмерный SUV производства GAC Honda[6][7].
- Honda Ye S7 (2024 — настоящее время) — среднеразмерный SUV производства Dongfeng Honda[8].
- Honda Ye GT (2025 — настоящее время) — концепт, представленный на выставке Auto China 2024[9][10].

## Галерея

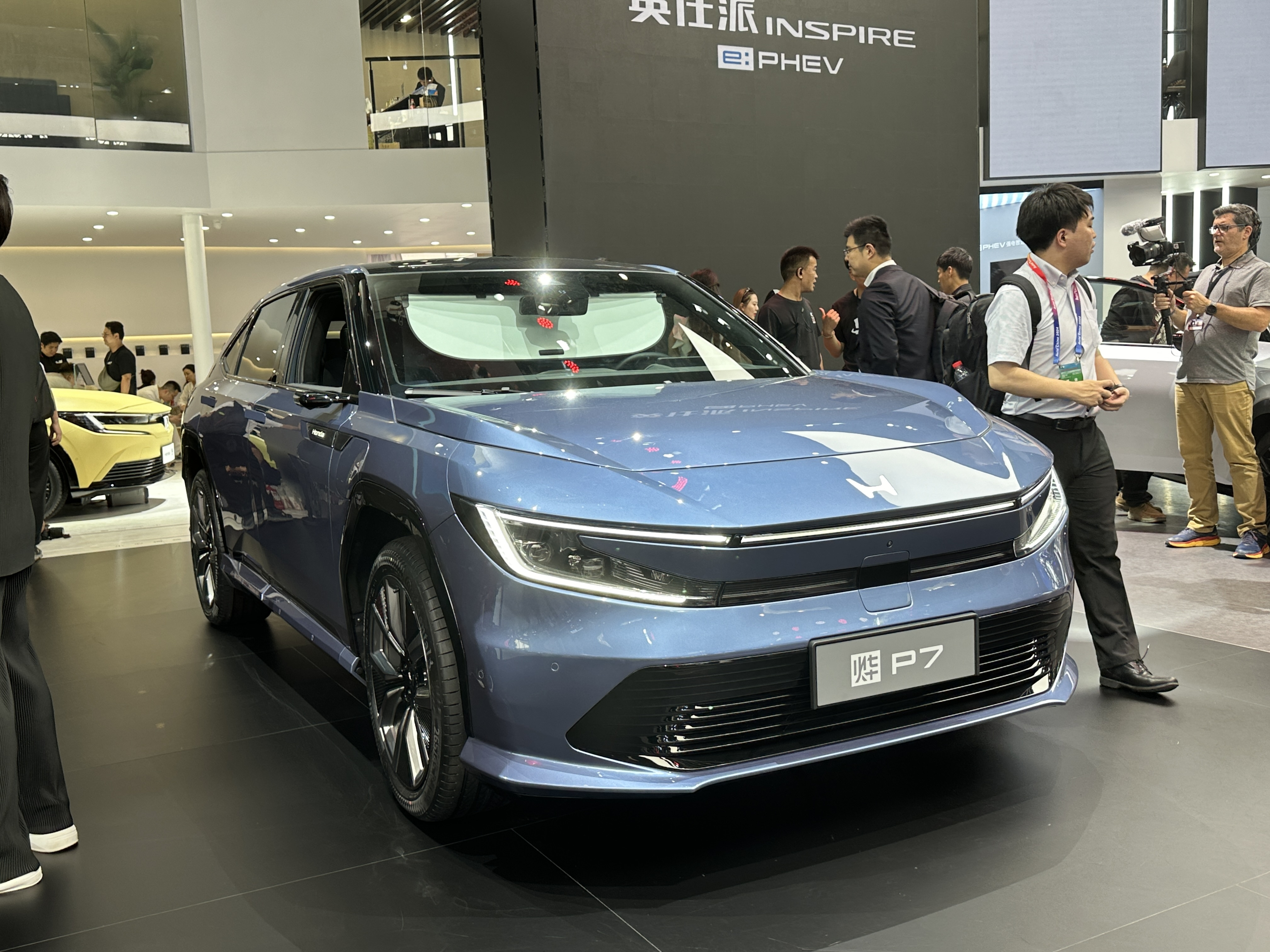
Honda Ye P7
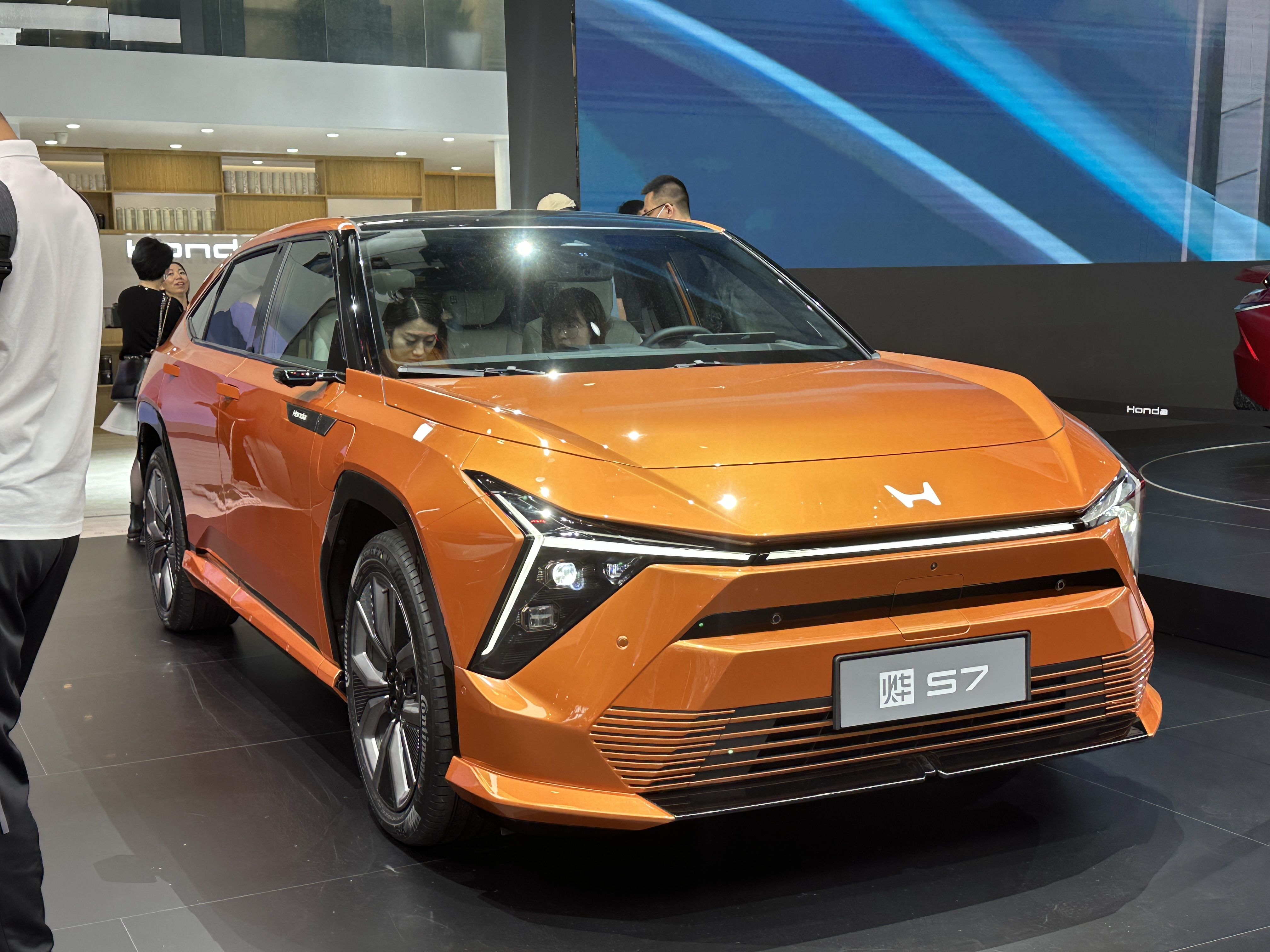
Honda Ye S7
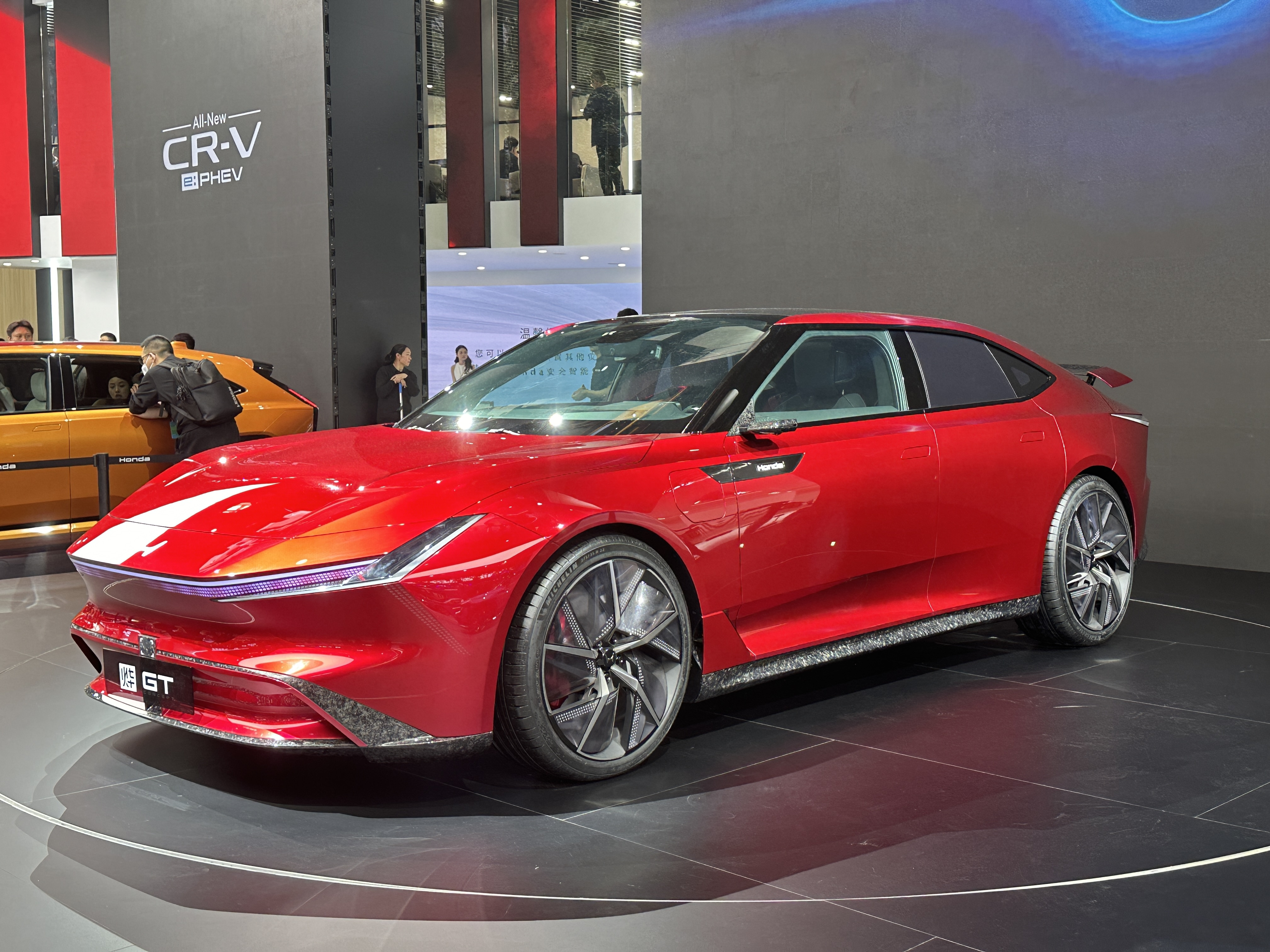
Honda Ye GT